# Fobos 1
Fobos 1 fue una misión soviética lanzada desde el  cosmódromo de baikonur el 7 de julio de 1988 en el actual país de Kazajistán. Su cometido era el de estudiar Fobos, una de las dos lunas de Marte. Poco después del lanzamiento, se perdió el contacto con la sonda, que tenía una compañera llamada Fobos 2, que logró sobrevolar el satélite natural, pero no llegó a desplegar el módulo de toma de superficie.